# Caladenia pendens
Caladenia pendens är en orkidéart som beskrevs av Stephen Donald Hopper och Andrew Phillip Brown. Caladenia pendens ingår i släktet Caladenia och familjen orkidéer.

## Underarter
Arten delas in i följande underarter:
- C. p. pendens
- C. p. talbotii